# Ochotniczka
Ochotniczka – pierwszy żeński stopień harcerski we wszystkich organizacjach harcerskich w Polsce. Zdobywają go dziewczęta w wieku 10-13 lat. Oznaczeniem stopnia jest oksydowany krzyż harcerski (ZHR) bądź jedna belka na pagonie (ZHP). W zależności od tradycji środowiska jego zdobycie może być związane z dopuszczeniem do złożenia Przyrzeczenia harcerskiego.

## WZHP
Wyższym stopniem jest Tropicielka.

### Idea stopnia
Z ochotą poznaję smak harcerskiej przygody. W swoim postępowaniu kieruję się Prawem Harcerskim. Pamiętam o codziennym dobrym uczynku. Chętnie zdobywam nowe wiadomości i umiejętności przydatne w zastępie, drużynie, domu i szkole. Jest zaradna, dzielna i pogodna.

### Wymagania do otworzenia próby
Do próby może przystąpić harcerka, która:
- złożyła przyrzeczenie harcerskie
- aktywnie uczestniczy w życiu zastępu i drużyny

### Czas próby
6-9 miesięcy

### Wymagania stopnia

#### I. Praca nad sobą
1. Staram się postępować zgodnie z Prawem Harcerskim.
2. W każdym widzę bliźniego. Dostrzegam potrzeby bliźnich, wyrażam to przez spełnianie dobrych uczynków.
3. Mam swoją ulubioną książkę. Korzystam z biblioteki.
4. Mam swoje hobby, zaprezentowałam je w zastępie, drużynie.

#### II. Życie rodzinne
1. Mam stały obowiązek domowy i wywiązuję się z niego.
2. Znam daty świąt rodzinnych (imieniny, urodziny, rocznice) i pamiętam o nich.
3. Dziele się z rodzicami moimi radościami i niepowodzeniami.

#### III. Zaradność życiowa
1. Noszę mundur zgodny z regulaminem obowiązującym w ZHP.
2. Zaoszczędziłam niedużą sumę pieniędzy i wydałam ją na zaplanowany wcześniej cel.
3. Znam okolice swego domu i szkoły. Wiem, gdzie jest przychodnia lekarska, apteka, poczta, posterunek policji, dworzec autobusowy i dworzec kolejowy. Potrafię wskazać drogę do tych miejsc.
4. Dbam o własny wygląd i czystość, utrzymuję porządek wokół siebie. Przyszyłam guzik, plakietkę do munduru.
5. Systematycznie uczestniczę w zajęciach ruchowych (np. gimnastyka, gra w piłkę, jazda na rowerze, aerobik, jazda na rolkach).
6. Dbam o higienę osobistą i zapobiegam przeziębieniom, odpowiednio się ubierając.

#### IV. Wiedza harcerska
1. Wiem, kiedy powstał skauting, kto był jego twórcą oraz kto tworzył harcerstwo na ziemiach polskich. Wiem, czym wsławiły się Szare Szeregi.
2. Wiem, kto jest bohaterem mojej drużyny (szczepu).
3. Potrafię zachować się w kręgu i podczas ogniska. Znam zwyczaje i obrzędy mojego zastępu i drużyny.
4. Wiem, jak oznacza się funkcje pełnione w zastępie, drużynie, szczepie.
5. Znam podstawy musztry harcerskiej. Stanę w postawie zasadniczej i swobodnej, wykonam zwroty. Ustawię się na zbiórce, zachowam się w szyku i zamelduję się. Odpowiednio zachowam się podczas hymnu i wobec sztandaru.
6. Mam śpiewnik harcerski. Znam przynajmniej 5 piosenek harcerskich i pląsów.

#### V. Techniki harcerskie
1. Umiem zaradzić w przypadku skaleczenia, otarcia nogi, zachłyśnięcia, niewielkiego oparzenia i stłuczenia, krwotoku z nosa, użądlenia przez pszczołę lub osę. Odpowiednio wykorzystuję dostępne środki opatrunkowe. Znam prawidłową temperaturę człowieka i potrafię ją zmierzyć. Znam numery telefonów pogotowia ratunkowego, policji, straży pożarnej oraz ogólnopolski numer alarmowy. Wiem, jak wezwać, pomoc w nagłym wypadku.
2. Uczestniczyłam w grze terenowej. Wyznaczyłam strony świata za pomocą słońca, przedmiotów terenowych i busoli. Dotarłam do wyznaczonego miejsca po znakach patrolowych.
3. Uczestniczyłam w wycieczce, przygotowałam swój ekwipunek wycieczkowy, odpowiedni do warunków atmosferycznych i terenowych. Potrafię bezpiecznie poruszać się po drodze (samodzielnie i w grupie).
4. Rozstawiłam namiot turystyczny, ułożyłam i rozpaliłam bezpiecznie ognisko. Znam trzy węzły.
5. Byłam z zastępem lub drużyną na wycieczce w lesie. Umiem się w nim zachować. Rozpoznałam po sylwetce i liściach 5 drzew.
6. Zaopiekowałam się zwierzęciem lub rośliną.
7. Znam co najmniej dwa sposoby szyfrowania wiadomości.

#### VI. Postawa obywatelska
1. Znam historię godła i barw narodowych. Wiem, co oznaczają i potrafię się wobec nich zachować. Zaśpiewam hymn państwowy.
2. Odszukam na mapie Polski miejsca, które dotąd odwiedziłam lub chciałabym odwiedzić.
3. Wyrobiłam w sobie pożyteczne domowe nawyki ekologiczne.

W okresie próby uczestniczyłam w realizacji przynajmniej dwóch zespołowych zastępu. Zdobyłam w czasie próby min. 2 sprawności.
Próbę można poszerzyć o dodatkowe wymagania przyjęte w środowisku.

## Idea stopnia wZHR
Ochotniczka swym postępowaniem, w pracy zastępu i drużyny, w domu i najbliższym środowisku (szkoła, parafia, osiedle, miejscowość) stara się zasłużyć na miano harcerki.
W organizacji ZHR istnieje jeszcze stopień: starsza ochotniczka. Jest to stopień łączący pierwsze dwa stopnie. Ten stopień używany jest w przypadku, gdy harcerka ma powyżej 14 lat i wstąpiła do ZHR, żeby później mogła iść dalej zgodnie z kolejnymi stopniami t.j samarytanka, wędrowniczka i Harcerka Rzeczypospolitej.